# 2016년 일본 프로 야구 올스타전
2016년 일본 프로 야구 올스타전은 2016년 7월 15일과 7월 16일에 열린 일본 프로 야구의 올스타전 경기이다.

## 개요
2008년부터 계속된 마쓰다의 특별 협찬을 받아 ‘마쓰다 올스타 게임 2016’(マツダオールスターゲーム2016)라는 이름으로 개최됐다. 작년과 마찬가지로 두 차례의 경기가 열렸다.

## 일정
- 1차전 : 7월 15일

후쿠오카 야후오쿠! 돔(19시에 시작)
- 2차전 : 7월 16일

요코하마 스타디움(18시 30분에 시작)
1. 2016년도에는 1차전이 퍼시픽 리그 홈 경기로 치러졌으며, 덕아웃은 1루 쪽(센트럴 리그는 3루쪽이며 원정팀으로 취급)을 사용했다. 2차전에는 센트럴 리그 홈 경기로 치러졌으며, 덕아웃은 1루 쪽(퍼시픽 리그는 3루쪽이며 원정팀으로 취급)을 사용했다.
2. 2차전에는 우천으로 인한 예비일로서 7월 17일(14시에 시작, 우천으로 취소될 경우에는 중단[1])에 치러질 예정이었다.

## 특별 행사
- 홈런 더비

양대 리그에서 선발된 두 사람에 의한 토너먼트 방식이다. 출장 선수는 각 경기마다 정하지만 2차전에 대해서는 7월 5일부터 7월 10일까지 팬 투표(단, 조건으로 금년 대회에 출전하는 한편 2016년 7월 5일까지 7개 홈런 이상, 또는 2015년도에 15개 이상의 홈런을 기록한 선수에게 한정됨. 득표수가 같거나 가장 많이 득표를 얻은 경우에는 2016년 7월 5일 시점에서 홈런 수가 많은 선수를 상위로 간주)를 실시한다.
- 야구 전당 헌액식(1차전 시작 전)

참석자 : 사이토 마사키, 구도 기미야스(이상 선수 부문 헌액자), 에노모토 기하치(전문가 부문 헌액자, 고인을 위해 유가족이 대리 참석).
※또한 마쓰모토 다키조(고인)와 야마나카 마사타케에 대해서는 그해 5월 28일, 도쿄 6대학 야구 춘계 리그전 경기인 와세다 대학 대 게이오기주쿠 대학전(소케이센) 경기 전에 별도로 헌액식을 가졌다.

## 출장 선수
| 범례 - 굵은 글씨 : 팬 투표에 의한 출장 - ※ : 선수간 투표에 의한 출장 - ▲ : 출장 사퇴 선수 발생에 의한 보충 선수 - 그 외에는 감독 추천에 의한 출장 |

| 센트럴 리그 | 센트럴 리그       | 센트럴 리그 | 센트럴 리그 |
| ----------- | ----------------- | ----------- | ----------- |
| 감독        | 마나카 미쓰루     | 야쿠르트    |             |
| 코치        | 다카하시 요시노부 | 요미우리    |             |
| 코치        | 가네모토 도모아키 | 한신        |             |
| 선발 투수   | 스가노 도모유키※  | 요미우리    | 4           |
| 중간 계투   | 다지마 신지       | 주니치      | 2           |
| 마무리 투수 | 야마사키 야스아키 | DeNA        | 2           |
| 투수        | 아키요시 료       | 야쿠르트    | 첫 출장     |
| 투수        | S. 매티슨         | 요미우리    | 첫 출장     |
| 투수        | 이와사다 유타     | 한신        | 첫 출장     |
| 투수        | 후지나미 신타로   | 한신        | 4           |
| 투수        | 노무라 유스케     | 히로시마    | 2           |
| 투수        | 나카자키 쇼타     | 히로시마    | 첫 출장     |
| 투수        | 야마구치 슌       | DeNA        | 3           |
| 투수        | 이시다 겐타       | DeNA        | 첫 출장     |
| 투수        | 미카미 도모야     | DeNA        | 2           |
| 투수        | 이노 쇼이치▲      | DeNA        | 2           |
| 포수        | 나카무라 유헤이※  | 야쿠르트    | 3           |
| 포수        | 하라구치 후미히토 | 한신        | 첫 출장     |
| 포수        | 도바시라 야스타카 | DeNA        | 첫 출장     |
| 1루수       | 아라이 다카히로※  | 히로시마    | 7           |
| 2루수       | 야마다 데쓰토※    | 야쿠르트    | 3           |
| 3루수       | 가와바타 신고※    | 야쿠르트    | 2           |
| 유격수      | 사카모토 하야토※  | 요미우리    | 8           |
| 내야수      | 오비키 게이지     | 야쿠르트    | 3           |
| 내야수      | 기쿠치 료스케     | 히로시마    | 3           |
| 외야수      | 쓰쓰고 요시토모※  | DeNA        | 2           |
| 외야수      | 마루 요시히로     | 히로시마    | 4           |
| 외야수      | 다카야마 슌       | 한신        | 첫 출장     |
| 외야수      | W. 발렌틴※        | 야쿠르트    | 5           |
| 외야수      | B. 엘드레드※      | 히로시마    | 2           |
| 외야수      | 스즈키 세이야     | 히로시마    | 첫 출장     |
| 외야수      | D. 비시에도       | 주니치      | 첫 출장     |

| 퍼시픽 리그 | 퍼시픽 리그       | 퍼시픽 리그 | 퍼시픽 리그 |
| ----------- | ----------------- | ----------- | ----------- |
| 감독        | 구도 기미야스     | 소프트뱅크  |             |
| 코치        | 구리야마 히데키   | 닛폰햄      |             |
| 코치        | 이토 쓰토무       | 지바 롯데   |             |
| 선발 투수   | 오타니 쇼헤이※    | 닛폰햄      | 4           |
| 중간 계투   | 마키타 가즈히사   | 세이부      | 3           |
| 마무리 투수 | D. 사파테         | 소프트뱅크  | 3           |
| 투수        | 와다 쓰요시       | 소프트뱅크  | 5           |
| 투수        | 아리하라 고헤이   | 닛폰햄      | 첫 출장     |
| 투수        | C. 마틴           | 닛폰햄      | 첫 출장     |
| 투수        | 이시카와 아유무   | 지바 롯데   | 첫 출장     |
| 투수        | 와쿠이 히데아키   | 지바 롯데   | 6           |
| 투수        | 니시노 유지       | 지바 롯데   | 2           |
| 투수        | 마스다 나오야     | 지바 롯데   | 3           |
| 투수        | 쓰카하라 쇼헤이   | 오릭스      | 첫 출장     |
| 투수        | 노리모토 다카히로 | 라쿠텐      | 2           |
| 포수        | 스미타니 긴지로※  | 세이부      | 3           |
| 포수        | 다무라 다쓰히로   | 지바 롯데   | 첫 출장     |
| 1루수       | 나카타 쇼         | 닛폰햄      | 6           |
| 1루수       | E. 메히아※        | 세이부      | 첫 출장     |
| 2루수       | 아사무라 히데토※  | 세이부      | 4           |
| 3루수       | 마쓰다 노부히로※  | 소프트뱅크  | 6(1)        |
| 유격수      | 이마미야 겐타※    | 소프트뱅크  | 3           |
| 내야수      | B. 레어드         | 닛폰햄      | 첫 출장     |
| 내야수      | 스즈키 다이치     | 지바 롯데   | 3           |
| 외야수      | 야나기타 유키※    | 소프트뱅크  | 3           |
| 외야수      | 아키야마 쇼고※    | 세이부      | 2           |
| 외야수      | 이토이 요시오※    | 오릭스      | 8           |
| 외야수      | 가쿠나카 가쓰야   | 지바 롯데   | 3           |
| 외야수      | 구리야마 다쿠미   | 세이부      | 첫 출장     |
| 외야수      | 오카지마 다케로   | 라쿠텐      | 첫 출장     |
| 지명타자    | 하세가와 유야     | 소프트뱅크  | 4           |

- 숫자는 출장 횟수를 뜻하며 괄호 안에 있는 숫자는 상기 횟수 가운데 부상 때문에 출전하지 못한 횟수.

1. ↑  왼쪽 발목 염좌 등으로 인해 출전을 포기했으며 야마구치를 대체할 선수로서 이노가 출장했다.

1. ↑  선수간 투표에서는 지명타자와 중복 선출됨.

1. ↑  2016년 7월 10일 등판에서 손가락 부상을 입으며 투구를 할 수 없게 됐기 때문에 이에 대한 특례 조치로서 야수로 출장했다.

더욱이 사퇴한 선수는 부상 여부에 상관 없이 야구 협약 86조에 의해 올스타전 종료 후 후반기 시작 시점부터 10경기 동안 선수 등록이 불가능하다.

## 올스타전 경기 결과

### 1차전

#### 스코어
| 팀 | 1 | 2 | 3 | 4 | 5 | 6 | 7 | 8 | 9 | R | H  | E |
| 센트럴 | 0 | 0 | 0 | 1 | 2 | 0 | 0 | 0 | 2 | 5 | 10 | 0 |
| 퍼시픽 | 0 | 0 | 0 | 0 | 1 | 0 | 0 | 1 | 2 | 4 | 4  | 0 |
| 승리 투수: 후지나미 신타로(한신) 패전 투수: 이시카와 아유무(지바 롯데) 세이브: 나카자키 쇼타(히로시마) 홈런: 센트럴 – 사카모토 하야토(요미우리·4회 1점), 쓰쓰고 요시토모(DeNA·5회 1점), 블라디미르 발렌틴(야쿠르트·5회 1점) 퍼시픽 – 하세가와 유야(소프트뱅크·5회 1점), 구리야마 다쿠미(세이부·9회 2점) |   |   |   |   |   |   |   |   |   |   |    |   |

#### 출장 선수
| 센트럴 | 센트럴 | 센트럴          |
| 타순   | 수비   | 선수            |
| ------ | ------ | --------------- |
| 1      | (중)   | 마루 요시히로   |
| 2      | (三)   | 가와바타 신고   |
| 3      | (유)   | 사카모토 하야토 |
| 4      | (二)   | 야마다 데쓰토   |
| 5      | (좌)   | 쓰쓰고 요시토모 |
| 6      | (一)   | 아라이 다카히로 |
| 7      | (지)   | W. 발렌틴       |
| 8      | (우)   | 다카야마 슌     |
| 9      | (포)   | 나카무라 유헤이 |
|        | (투)   | 스가노 도모유키 |

| 퍼시픽 | 퍼시픽 | 퍼시픽          |
| 타순   | 수비   | 선수            |
| ------ | ------ | --------------- |
| 1      | (중)   | 아키야마 쇼고   |
| 2      | (좌)   | 가쿠나카 가쓰야 |
| 3      | (우)   | 야나기타 유키   |
| 4      | (一)   | 나카타 쇼       |
| 5      | (三)   | 마쓰다 노부히로 |
| 6      | (지)   | 하세가와 유야   |
| 7      | (二)   | 아사무라 히데토 |
| 8      | (포)   | 스미타니 긴지로 |
| 9      | (유)   | 이마미야 겐타   |
|        | (투)   | 와다 쓰요시     |

#### 수상 선수
MVP
- 쓰쓰고 요시토모(DeNA)

5회에 솔로 홈런을 날리는 등 2안타를 기록하여 맹활약을 보였다. DeNA 소속 야수의 MVP 수상은 2012년 1차전에서 나카무라 노리히로 이래 4년 만의 일이다.
감투 선수상
- 사카모토 하야토(요미우리)

4회에 선제 솔로 홈런을 날렸다.
- 블라디미르 발렌틴(야쿠르트)

5회에 솔로 홈런을 날렸다.
- 구리야마 다쿠미(세이부)

9회에 올스타전 첫 타석에서 2점 홈런을 날린다.

### 2차전

#### 스코어
| 팀 | 1 | 2 | 3 | 4 | 5 | 6 | 7 | 8 | 9 | R | H  | E |
| 퍼시픽 | 0 | 0 | 0 | 0 | 3 | 0 | 1 | 1 | 0 | 5 | 12 | 0 |
| 센트럴 | 0 | 2 | 1 | 0 | 0 | 0 | 2 | 0 | 0 | 5 | 10 | 1 |
| 승리 투수: 없음 패전 투수: 없음 홈런: 퍼시픽 – 오타니 쇼헤이(닛폰햄·5회 1점), 아사무라 히데토(세이부·5회 2점) 센트럴 – 쓰쓰고 요시토모(DeNA·2회 1점), 마루 요시히로(히로시마·3회 1점) |   |   |   |   |   |   |   |   |   |   |    |   |

#### 출장 선수
| 퍼시픽 | 퍼시픽 | 퍼시픽          |
| 타순   | 수비   | 선수            |
| ------ | ------ | --------------- |
| 1      | (중)   | 오카지마 다케로 |
| 2      | (좌)   | 구리야마 다쿠미 |
| 3      | (우)   | 이토이 요시오   |
| 4      | (一)   | E. 메히아       |
| 5      | (지)   | 오타니 쇼헤이   |
| 6      | (三)   | B. 레어드       |
| 7      | (二)   | 아사무라 히데토 |
| 8      | (유)   | 스즈키 다이치   |
| 9      | (포)   | 다무라 다쓰히로 |
|        | (투)   | 와쿠이 히데아키 |

| 센트럴 | 센트럴 | 센트럴            |
| 타순   | 수비   | 선수              |
| ------ | ------ | ----------------- |
| 1      | (유)   | 사카모토 하야토   |
| 2      | (二)   | 기쿠치 료스케     |
| 3      | (중)   | 마루 요시히로     |
| 4      | (좌)   | 쓰쓰고 요시토모   |
| 5      | (一)   | D. 비시에도       |
| 6      | (지)   | B. 엘드레드       |
| 7      | (三)   | 가와바타 신고     |
| 8      | (우)   | 스즈키 세이야     |
| 9      | (포)   | 도바시라 야스타카 |
|        | (투)   | 이시다 겐타       |

#### 수상 선수
MVP
- 오타니 쇼헤이(닛폰햄)

5회에 솔로 홈런을 날리는 등 3안타 2타점의 활약을 보였다.
감투 선수상
- 아사무라 히데토(세이부)

5회에 2점 홈런을 날리는 등 2안타의 활약을 보였다.
- 쓰쓰고 요시토모(DeNA)

2회에 선제 솔로 홈런, 올스타전 2경기 모두 홈런을 기록하였다.
- 스즈키 세이야(히로시마)

7회에 재역전의 발판이 되는 2루타를 기록하는 등 2안타의 활약을 보였다.
Be a driver.상
- 쓰쓰고 요시토모(DeNA)

## 같이 보기
- 일본 프로 야구 올스타전